# Dave (Lost)
Dave este un episod al serialului de televiziune Lost, sezonul 2.